# Bagienice (Mrągowo)
Bagienice [baɡʲɛˈnit͡sɛ] (deutsch Alt Bagnowen, 1938–1945 Althöfen) ist ein Dorf in der polnischen Woiwodschaft Ermland-Masuren und gehört zur Gmina Mrągowo (Landgemeinde Sensburg) im Powiat Mrągowski (Kreis Sensburg).

## Geographische Lage
Das Dorf liegt in der Region Masuren im historischen Ostpreußen, sechs Kilometer südwestlich der Kreisstadt Mrągowo (deutsch Sensburg) und etwa 47 Kilometer nordöstlich von Allenstein (Olsztyn).

## Geschichte
Das kleine, um 1785 Stara Bagnowo und bis 1938 Alt Bagnowen genannte Dorf wurde 1566 gegründet. Eingegliedert war ab 1928 das Gut Bagnower Wald (1938 bis 1945 Gut Althöfen, polnisch Bagnowski Dwór).
Von 1874 bis 1945 war Alt Bagnowen Amtsdorf und damit namensgebend für einen Amtsbezirk, der am 15. November 1938 in „Amtsbezirk Althöfen“ umbenannt wurde. Alt Bagnowen gehörte zum Kreis Sensburg im Regierungsbezirk Gumbinnen (ab 1905 Regierungsbezirk Allenstein) in der preußischen Provinz Ostpreußen.
Aufgrund der Bestimmungen des Versailler Vertrags stimmte die Bevölkerung in den Volksabstimmungen in Ost- und Westpreussen am 11. Juli 1920 über die weitere staatliche Zugehörigkeit zu Ostpreußen (und damit zu Deutschland) oder den Anschluss an Polen ab. In Alt Bagnowen stimmten 100 Einwohner für den Verbleib bei Ostpreußen, auf Polen entfielen keine Stimmen.
Am 3. Juni (amtlich bestätigt am 16. Juli) 1938 wurde das Dorf aus politisch-ideologischen Gründen der Abwehr fremdländisch scheinender Ortsnamen in „Althöfen“ umbenannt.
Gegen Ende des Zweiten Weltkriegs wurde die Region im Frühjahr 1945 von der Roten Armee erobert und nach Kriegsende von der Sowjetunion zusammen mit der südlichen Hälfte Ostpreußens – militärische Sperrgebiete ausgenommen – der Volksrepublik Polen zur Verwaltung überlassen. In der Region begann danach die Zuwanderung von Polen. Soweit die deutschen Einwohner nicht vor Kriegsende geflohen waren, wurden sie nach 1945 von der polnischen Administration vertrieben.
Das Dorf erhielt den neuen polnischen Ortsnamen „Bagienice“. Heute ist es Sitz eines Schulzenamtes (polnisch Sołectwo) und als solches eine Ortschaft innerhalb der Gmina Mrągowo im Powiat Mrągowski. Der Ort gehörte bis 1998 zur Woiwodschaft Olsztyn, seither zur Woiwodschaft Ermland-Masuren.

### Demographie
| Jahr | Einwohner | Anmerkungen                                                                                     |
| ---- | --------- | ----------------------------------------------------------------------------------------------- |
| 1782 | –         | sechs Feuerstellen (Haushalte)                                                                  |
| 1818 | 114       | [ 7 ]                                                                                           |
| 1867 | 126       | am 3. Dezember                                                                                  |
| 1871 | 113       | am 1. Dezember, davon 97 Evangelische und 16 Katholiken                                         |
| 1910 | 111       | davon 86 Evangelische und 25 Katholiken (69 mit deutscher und 42 mit masurischer Muttersprache) |
| 1933 | 175       | [ 11 ]                                                                                          |
| 1939 | 148       | [ 11 ]                                                                                          |

| Jahr      | 2011 |
| --------- | ---- |
| Einwohner | 99   |

### Amtsbezirk Bagnowen/Althöfen (1874–1945)
Zum Amtsbezirk Bagnowen (1938 bis 1945 Amtsbezirk Althöfen) gehörten ursprünglich sechs Dörfer:
| Name           | Geänderter Name 1938 bis 1945 | Polnischer Name | Bemerkungen                         |
| -------------- | ----------------------------- | --------------- | ----------------------------------- |
| Alt Bagnowen   | Althöfen                      | Bagienice       |                                     |
| Bagnowenwolka  | (ab 1929:) Tiefendorf         | Wólka Bagnowska |                                     |
| Bagnower Wald  | Gut Althöfen                  | Bagnowski Dwór  | 1928 nach Alt Bagnowen eingemeindet |
| Klein Bagnowen | (ab 1929:) Bruchwalde         | Bagienice Małe  |                                     |
| Mertinsdorf    |                               | Marcinkowo      |                                     |
| Neu Bagnowen   | Borkenau                      | Nowe Bagienice  |                                     |

Am 1. Januar 1945 gehörten die Orte Althöfen, Borkenau, Bruchwalde, Mertinsdorf und Tiefendorf zum Amtsbezirk Althöfen.

## Kirche
Alt Bagnowen resp. Althöfen war bis 1945 sowohl evangelischer- als auch katholischerseits in die jeweilige Stadtpfarre Sensburg eingegliedert. Der kirchliche Bezug zur Kreisstadt ist auch nach 1945 geblieben.

## Verkehr
Bagienice liegt an der bedeutenden Ost-West-Achse der polnischen Landesstraße 16 (einstige deutsche Reichsstraße 127), die drei Woiwodschaften miteinander verbindet. Seit 1898 war der Ort außerdem Bahnstation an der Bahnstrecke Czerwonka–Ełk (Rothfließ–Lyck), die aber nicht mehr befahren wird.

## Persönlichkeiten

### Aus dem Ort gebürtig
- Gerhard Herder (* 13. August 1928 in Alt Bagnowen), ehemaliger deutscher Diplomat, Botschafter der DDR